# Gavilanes
|  | Per a altres significats, vegeu «Gavilanes (sèrie de televisió)». |

Gavilanes és un municipi de la província d'Àvila, a la comunitat autònoma de Castella i Lleó.

## Símbols

Escut heràldic de Gavilanes

L'escut heràldic i la bandera que representen el municipi van ser adoptats oficialment el 19 de juny del 1986.
«Escudo Heráldico: Partido y medio cortado. 1.º De plata, dos gavilanes puestos en palo. 2.º De oro, seis roeles de azur. 3.º De azur, la torre de oro. Al timbre, Corona Real cerrada.»

«Bandera: De color carmesí, cargando en el centro el Escudo Heráldico Municipal.»

## Geografia
La localitat està situada a una altitud de 678 metres sobre el nivell del mar.
| Nord-oest: Serranillos   | Nord: Serranillos                                      | Nord-est: Mijares       |
| Oest: Pedro Bernardo     | Rosa dels vents                                        | Est: Mijares            |
| Sud-oest: Pedro Bernardo | Sud: Sartajada, Almendral de la Cañada i Navamorcuende | Sud-est: Pedro Bernardo |

## Història
L'edat del ferro està present al municipi per diversos castres i una necròpolis amb enterraments d'urnes disposades juntament amb adorns i armes d'aquesta època. A partir de l'any 1100 aproximadament el cavaller Blasco Jimeno "el Gran" repobla i funda els pobles de la vall de l'alt Tiétar. Al segle xiv el nom d'"els Gavilanes" apareix al "Llibre de la Monteria" del rei Alfons XI. Aquest mateix rei encarrega al cavaller Gil Blázquez la reparació i repoblació del poble de Gavilanes.
L'any 1393, Gavilanes s'incorpora a la senyoria que es crea a la vila de Mombeltrán per premiar els serveis del noble Ruy López Dávalos, passant el 1438 els drets al conestable de Castella, Álvaro de Luna, porò canviant de mans una altra vegada prenen la possessió el duc d'Alburquerque, Beltrán de la Cueva, romanent d'aquesta manera fins a l'any 1830.
Data clau per a Gavilanes és l'any 1703, en què, a través del Pacte de la Concòrdia, incorpora jurisdicció pròpia, annexionant-se la major part del despoblat de "les Torres" i creant així una comarca independent en mans del duc.

## Demografia
El municipi, que té una superfície de 29,16 quilòmetres quadrats, té segons el padró municipal per al 2017 de l'INE, una població de 598 habitants i una densitat de població de 20,51 habitants per quilòmetre quadrat.